# Trimenia (vlinders)
Trimenia is een geslacht van vlinders van de familie van de Lycaenidae, uit de onderfamilie van de Aphnaeinae. De wetenschappelijke naam en de beschrijving van dit geslacht zijn voor het eerst gepubliceerd in 1973 door Gerald Edward Tite en Charles Gordon Campbell Dickson.
De soorten van dit geslacht komen voor in Zuidelijk Afrika.

## Soorten
- Trimenia argyroplaga (Dickson, 1967)
- Trimenia macmasteri (Dickson, 1968)
- Trimenia malagrida (Wallengren, 1857)
- Trimenia wallengrenii (Trimen, 1887)
- Trimenia wykehami (Dickson, 1969)